# Rita Ottervik

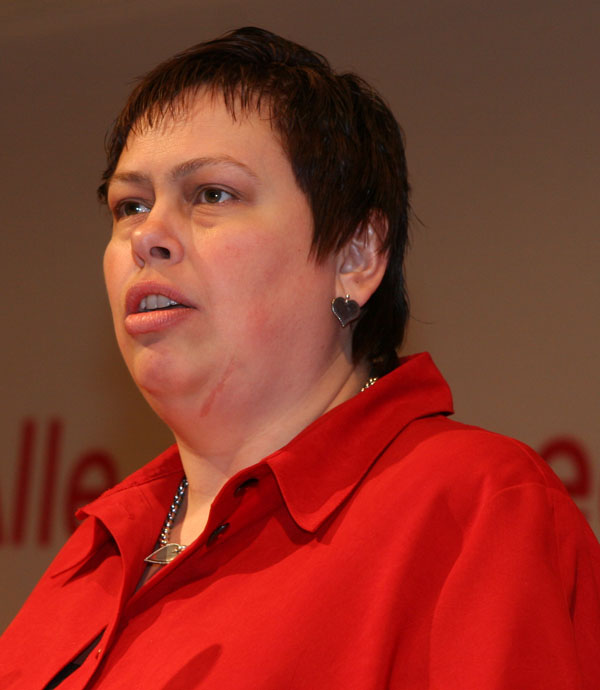
Ritta Ottervik (2007)

Rita Irene Ottervik (ur. 11 września 1966 w Hitra) – norweska polityczka, działaczka Partii Pracy, burmistrzyni Trondheim.
W latach 1996–1997 była doradczynią polityczną w kancelarii premiera Thorbjørna Jaglanda. Była członkinią rady miejskiej. W 2003 objęła urząd burmistrzyni Trondheim.